# Jutta Poikolainen
Jutta Anneli Poikolainen (nacida Jutta Anneli Vähäoja; Tampere, 15 de marzo de 1963) es una deportista finlandesa que compitió en tiro con arco, en la modalidad de arco recurvo. Su esposo, Tomi Poikolainen, compitió en el mismo deporte.
Ganó dos medallas de plata en el Campeonato Europeo de Tiro con Arco al Aire Libre, en los años 1980 y 1988, y una medalla de plata en el Campeonato Europeo de Tiro con Arco en Sala de 1983.

## Palmarés internacional
| Campeonato Europeo al Aire Libre | Campeonato Europeo al Aire Libre | Campeonato Europeo al Aire Libre | Campeonato Europeo al Aire Libre |
| Año                              | Lugar                            | Medalla                          | Prueba                           |
| -------------------------------- | -------------------------------- | -------------------------------- | -------------------------------- |
| 1980                             | Compiègne (Francia)              | Medalla de plata                 | Equipo                           |
| 1988                             | Luxemburgo (Luxemburgo)          | Medalla de plata                 | Equipo                           |
| Campeonato Europeo en Sala       |                                  |                                  |                                  |
| Año                              | Lugar                            | Medalla                          | Prueba                           |
| 1983                             | Falun (Suecia)                   | Medalla de plata                 | Equipo                           |